# 274 Philagoria
274 Philagoria este un asteroid din centura principală, descoperit pe 3 aprilie 1888, de Johann Palisa.